# شيخو كوياتيه
شيخو كوياتي (بالفرنسية: Cheikhou Kouyaté)‏ (مواليد 21 ديسمبر 1989) هو لاعب كرة قدم سنغالي يلعب حاليًا لصالح نادي كريستال بالاس الإنجليزي. يتميز بقدرات بدنية عالية وكذلك سرعته وقوته.

## روابط خارجية
- شيخو كوياتيه على موقع الاتحاد الدولي (مؤرشف)  (الإنجليزية)
- شيخو كوياتيه على موقع الاتحاد الأوربي (الإنجليزية)
- شيخو كوياتيه على موقع قاعدة بيانات كرة القدم.إي يو (الإنجليزية)
- شيخو كوياتيه على موقع ليكيب (الفرنسية)
- شيخو كوياتيه على موقع ناشيونال فوتبول تيمز (الإنجليزية)
- شيخو كوياتيه على موقع Soccerbase.com (لاعب) (الإنجليزية)
- شيخو كوياتيه على موقع Soccerway.com (الإنجليزية)
- شيخو كوياتيه على موقع عالم كرة القدم.نت (الإنجليزية)
- شيخو كوياتيه على موقع أوليمبيديا (الإنجليزية)
- شيخو كوياتيه على موقع AS.com (الإسبانية)
- صفحة اللاعب على Footgoal
- صفحة اللاعب على موقع نادي أندرلخت
- صفحة اللاعب على sporza.be